# Robert Ier de Châtillon
Pour les articles homonymes, voir Robert de Châtillon.
Robert Ier de Châtillon mort en 1181 est un parent de Bernard de Clairvaux. 
Robert 1er à un homonyme de la même époque, Robert de Châtillon (sur-l'Allier), vassal des Bourbons. Cette proximité de nom entraina un quiproquo, et on a cru que l’abbé de Noirlac était le neveu de saint Bernard. Mais des incohérences avait mis fortement en doute cette théorie : l’abbaye de Noirlac étant une abbaye cistercienne, et le neveu du saint étant Clunisien (fait qui lui fut reproché d’ailleurs par saint Bernard dans sa Première lettre), de plus le congrès Archéologique de France de 1932 avait pu retrouver que le neveu avait été abbé des Dunes, près d’Ypres, jusqu’en 1153 avant d’être rappelé au gouvernement de Clairvaux, où il mourut et fut inhumé en 1181. Le personnage ne pouvant être aux deux endroits en même temps, et mourir deux fois (avec deux tombes), il y avait là une énigme qui fut résolu par la découverte de Robert de Châtillon sur l'Allier dans un rapport de réunion avec le pape Urbain II, où il était témoin.